# Shizuka Itō
Shizuka Itō (jap. 伊藤 静, Itō Shizuka; * 5. Dezember 1980 in Tokio) ist eine japanische Synchronsprecherin (Seiyū) und Sängerin.
Shizuka Itō spricht seit 2003 in Anime und Videospielen. 2016 wurde sie bei den 10. Seiyu Awards als beste Nebendarstellerin ausgezeichnet. Als Musikerin hat sie sowohl in ihrer Rolle der Anime-Figur Hinagiku Katsura aus Hayate no Gotoku! als auch unter ihrem eigenen Namen Alben veröffentlicht.
Shizuka Itō war von Ende 2012 bis 2020 verheiratet.

## Synchronrollen (Auswahl)

### Anime
- 2004–2009: Maria-sama ga Miteru als Rei Hasekura
- 2005: Tsubasa Reservoir Chronicle als Chun’yan
- 2005–2006: I"s Pure als Iori Yoshizuki
- 2006–2007: Magister Negi Magi Negima!? als Kakizaki Misa
- 2006–2008: D.Gray-man als Lenalee Lee
- 2006–2008: ×××HOLiC als Himawari Kunogi
- 2007: El Cazador (Eru Kazado) als Nadie
- 2007: Getsumen to Heiki Mina als Suiren Kōshūi
- 2007: Hayate no Gotoku! als Hinagiku Katsura
- 2008: Blassreiter (Burasureitā) als Amanda Werner
- 2008–2019: To Aru Majutsu no Index als Kaori Kanzaki
- 2010: Amagami SS als Haruka Morishima
- 2010: Ōkami-san to Shichinin no Nakama-tachi als Ryōko Ōkami
- 2010–2015: Working!! als Kozue Takanashi
- 2011: Rō-Kyū-Bu! als Mihoshi Takamura
- 2011–2012: Beelzebub (Beruzebabu) als Hildagarde
- 2011–2012: Shakugan no Shana III: Final als Wilhelmina Carmel
- 2012: Amagami SS+ plus als Haruka Morishima
- 2012: Queen’s Blade Rebellion als Liliana
- 2012–2018: High School D×D (Haisukūru Dī Dī) als Akeno Himejima
- 2012–2019: Psycho-Pass als Yayoi Kunizuka
- 2014–2016: Sailor Moon Crystal als Minako Aino/Sailor Venus
- 2014–2016: Terra Formars (Tera Fōmāzu) als Michelle K. Davis
- 2014–2024: Date a Live (Dēto A Raibu) als Ellen Mira Mathers
- 2014–2024: The Irregular at Magic High School (Mahōka Kōkō no Rettōsei) als Kyoko Fujibayashi
- 2015–2016: Assassination Classroom (Ansatsu Kyōshitsu) als Irina Jelavic
- 2015–2016: Heavy Object (Hevī Obujekuto) als Frolaytia Capistrano
- 2015–2016: Prison School (Purizun Sukūru) als Meiko Shiraki
- 2017–2020: Food Wars! Shokugeki no Soma als Rindo Kobayashi
- 2018: Gaikotsu Shotenin Honda-san als Okitsune/Christina
- 2018–2019: Hi Score Girl (Hai Sukoa Gāru) als Moemi Gōda
- 2018–2024: Laid-Back Camp (Yurukyan) als Minami Toba
- 2020: Plunderer als Nana Bassler

### Videospiele
- 2006: Wild Arms 5 als Avril Vent Fleur
- 2009: Amagami als Haruka Morishima
- 2023: Honkai: Star Rail als Kafka